# اول دونیو سابوک
اول دونیو سابوک (به لاتین: Ol Donyo Sabuk) یک منطقهٔ مسکونی در کنیا است که در استان مرکزی واقع شده‌است.